# 크라톤

두 대륙이 판게아 초대륙의 일부로 합쳐졌을 때의 트라이아스기 남아메리카와 아프리카의 크라톤

크라톤(Craton, 고대 그리스어로 고대 그리스어: κράτος kratos "힘"에서 유래) 또는 대륙괴(大陸塊)는 대륙 암석권(지구의 최상위 두 층인 지구의 지각과 암석권 맨틀)의 오래되고 안정된 부분이다. 대륙의 합병과 열개지 주기를 종종 견뎌냈기 때문에, 크라톤은 일반적으로 지구의 판 내부에 위치한다. 예외는 지질학적으로 최근의 열개 사건이 크라톤을 분리하고 가장자리를 따라 수동형 경계를 생성한 경우에 발생한다. 크라톤은 고대의 결정질 지하 기반암으로 구성되어 있으며, 그 위에는 더 젊은 퇴적암이 덮여 있다. 크라톤은 두꺼운 지각과 수백 킬로미터 깊이로 지구 맨틀까지 뻗어 있는 깊은 암석권 뿌리를 가지고 있다.
크라톤에는 지구상에서 가장 오래된 대륙 지각 암석이 포함되어 있다. 이들은 시생누대(40억 년에서 25억 년 전)와 원생누대(25억 년에서 5억 3천 8백 8십만 년 전)의 지질 시대에 형성되었다. 대부분은 시생누대에 형성되었다.

## 용어
크라톤이라는 용어는 대륙 지각의 안정된 부분을 지질학적으로 더 활발하고 불안정한 지역과 구별하기 위해 사용된다.
블리커와 데이비스(2004)는 크라톤을 "장기적인 안정성을 달성하고 유지했으며, 아마도 인접한 테레인과의 상호작용으로 인한 가장자리 부근을 제외하고는 내부 변형이 거의 없었던 지구 대륙 지각의 크고 일관된 영역"으로 정의한다.
스콧 킹(2005)은 시생누대 크라톤을 "선캄브리아기 이후 변형되지 않고 대륙의 고대 핵을 형성하며 비교적 평평하고 안정된 지각 영역"으로 정의한다.
크라톤은 두 층으로 구성된다. 변성 결정질 및 변성암으로 이루어진 크라톤 지하 기반암과 이 기반암 위에 놓인 젊고 약하게 변형된 퇴적암 덮개인 플랫폼이다. 대륙 순상지는 노출된(지표에 드러난) 크라톤 기반암으로, 따라서 결정질 및 변성암이 지배적이다. 순상지와 플랫폼은 지형적 용어이지 지구조적 실체가 아니다.
크라톤이라는 단어는 오스트리아의 지질학자 레오폴트 코버가 1921년 안정된 대륙 플랫폼을 지칭하는 Kratogen과 산 또는 조산대를 지칭하는 오로겐(orogen)을 처음 제안했다. 나중에 한스 스틸레가 전자의 용어를 Kraton으로 줄였고, 여기서 크라톤이 파생되었다.

## 예시
크라톤의 예로는 인도 다르와르 크라톤, 화북 크라톤, 동유럽 크라톤, 남아메리카 아마존 크라톤, 남아프리카 카프발 크라톤, 북아메리카 크라톤(로렌시아 크라톤이라고도 불림), 남오스트레일리아 골러 크라톤 등이 있다.

## 구조
크라톤은 두꺼운 암석권 뿌리를 가지고 있다. 맨틀 지진파 단층촬영은 크라톤이 비정상적으로 차가운 맨틀 아래에 놓여 있으며, 이는 성숙한 해양 암석권이나 비크라톤성 대륙 암석권의 일반적인 두께인 100 km (60 mi)의 두 배가 넘는 암석권에 해당한다는 것을 보여준다. 이 깊이에서 크라톤 뿌리는 연약권까지 뻗어 있으며, 다른 곳에서 이 깊이에서 보이는 저속도대는 안정된 크라톤 아래에서는 약하거나 존재하지 않는다. 크라톤 암석권은 해양 암석권과 확연히 다르다. 크라톤은 중성 또는 양성 부력과 낮은 고유 밀도를 가지고 있기 때문이다. 이 낮은 밀도는 지열 수축으로 인한 밀도 증가를 상쇄하고 크라톤이 깊은 맨틀로 가라앉는 것을 방지한다. 크라톤 암석권은 해양 암석권보다 훨씬 오래되었다(최대 40억 년 대 1억 8천만 년).
맨틀에서 마그마에 의해 운반된 암석 조각(포획암)은 감람암을 포함하며 킴벌라이트라고 불리는 준화산암 파이프 내의 포유물 형태로 지표에 도달했다. 이 포유물들은 크라톤 조성과 일치하는 밀도를 가지며, 고도로 부분 용융된 맨틀 물질의 잔류물로 구성되어 있다. 감람암은 수분 함량에 강하게 영향을 받는다. 크라톤 감람암의 수분 함량은 비정상적으로 낮아 강도가 훨씬 더 높다. 또한 고중량 칼슘과 철 대신 저중량 마그네슘의 높은 비율을 포함한다. 감람암은 크라톤의 깊은 구성과 기원을 이해하는 데 중요하다. 왜냐하면 감람암 단괴는 부분 용융에 의해 변형된 맨틀 암석 조각이기 때문이다. 하르츠버자이트 감람암은 현무암과 코마티아이트와 같은 조성의 용융물이 추출된 후의 결정 잔류물을 나타낸다.

## 형성

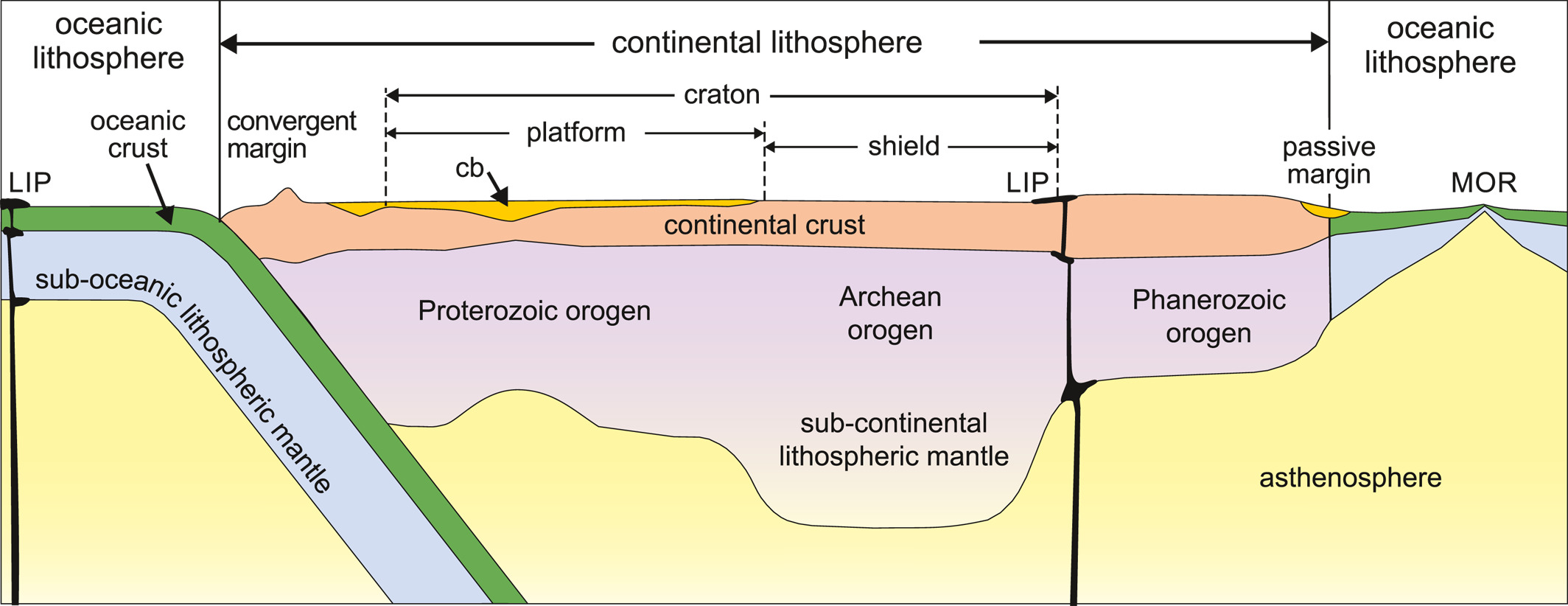
지구 암석권의 이상화된 단면도, 크라톤, 순상지, 플랫폼 간의 관계 포함(약어: cb=크라톤성 퇴적 분지, LIP=거대 화성암 지대, MOR=해령)

크라톤이 형성된 과정을 크라톤화라고 부른다. 이 과정에 대해서는 아직 불확실한 점이 많고, 과학계 내에서도 거의 합의된 바가 없다. 그러나 최초의 크라톤 육괴는 시생누대에 형성되었을 가능성이 높다. 이는 크라톤 뿌리에서 유래하며 거의 항상 20억 년 이상, 종종 30억 년 이상 된 다이아몬드의 연령으로 알 수 있다. 시생누대 시대의 암석은 현재 세계 크라톤의 7%만을 차지한다. 과거 지층의 침식과 파괴를 감안하더라도 이는 현재 대륙 지각의 5~40%만이 시생누대에 형성되었음을 시사한다. 크라톤화는 원생누대에 완료되었을 가능성이 높다. 이후 대륙의 성장은 대륙 경계에서의 부착에 의해 이루어졌다.

### 뿌리 기원
크라톤 뿌리의 기원은 여전히 논쟁 중이다. 그러나 크라톤화에 대한 현재의 이해는 1978년 네이처에 실린 토머스 H. 조던의 논문이 발표되면서 시작되었다. 조던은 크라톤이 상부 맨틀의 고도로 부분 용융되어 형성되었으며, 원암의 30~40%가 용융 상태로 들어갔다고 제안한다. 이러한 고도의 용융은 시생누대의 높은 맨틀 온도 때문에 가능했다. 이렇게 많은 마그마의 추출은 가벼운 마그네슘이 풍부하고 따라서 고갈되지 않은 맨틀보다 화학적 밀도가 낮은 고체 감람암 잔류물을 남겼다. 이 낮은 화학적 밀도는 크라톤과 그 뿌리가 냉각되면서 발생하는 열 수축의 효과를 보상하여, 크라톤 뿌리의 물리적 밀도가 주변의 더 뜨겁지만 화학적으로 더 밀도가 높은 맨틀과 일치하도록 했다. 크라톤 뿌리를 냉각시키고 화학적 밀도를 낮추는 것 외에도, 마그마 추출은 크라톤 뿌리의 점도와 용융 온도를 높여 주변의 고갈되지 않은 맨틀과의 혼합을 방지했다. 그 결과 맨틀 뿌리는 수십억 년 동안 안정적으로 유지되었다. 조던은 고갈이 주로 섭입대에서, 부차적으로 범람 현무암에서 일어났다고 제안한다.
상부 맨틀에서 용융 추출되는 이 모델은 이후 관측과 잘 일치한다. 맨틀 제놀리스의 특성은 대륙 아래의 지온 변화도가 해양 아래보다 훨씬 낮다는 것을 확인해준다. 크라톤 뿌리 제놀리스의 감람석은 극도로 건조하여 뿌리에 매우 높은 점성을 부여한다. 제놀리스의 레늄-오스뮴 연대 측정은 가장 오래된 용융 사건이 시생누대 초기에서 중기에 발생했음을 나타낸다. 중요한 크라톤화는 시생누대 후기까지 계속되었으며, 방대한 고철질 마그마가 동반되었다.
그러나 용융 추출만으로는 크라톤 뿌리의 모든 특성을 설명할 수 없다. 조던은 그의 논문에서 이 메커니즘이 200 킬로미터 (120 mi) 깊이까지만 크라톤 뿌리를 형성하는 데 효과적일 수 있다고 언급한다. 크라톤 뿌리의 엄청난 깊이는 추가적인 설명이 필요했다. 4~10 GPa 압력에서 맨틀 암석의 30~40% 부분 용융은 코마티아이트 마그마와 시생누대 암석권 맨틀과 매우 유사한 조성을 가진 고체 잔류물을 생성한다. 그러나 대륙 순상지에는 예상되는 고갈에 필적할 만큼 충분한 코마티아이트가 포함되어 있지 않다. 코마티아이트의 상당 부분이 표면에 도달하지 못했거나, 다른 과정이 크라톤 뿌리 형성을 도왔을 것이다. 크라톤이 어떻게 형성되었는지에 대한 많은 경쟁 가설들이 존재한다.

### 반복적인 대륙 충돌 모델
조던의 모델은 추가적인 크라톤화가 반복적인 대륙 충돌의 결과라고 제안한다. 이러한 충돌과 관련된 지각의 두께 증가는 아이소스태시 원리에 따라 크라톤 뿌리 두께 증가와 균형을 이루었을 수 있다. 조던은 이 모델을 크라톤의 "반죽"에 비유하며, 밀도가 낮은 물질은 위로, 밀도가 높은 물질은 아래로 이동하게 하여 최대 400 km (250 mi) 깊이의 안정적인 크라톤 뿌리를 형성한다고 설명한다.

### 용융 플룸 모델
두 번째 모델은 깊은 맨틀에서 솟아오르는 맨틀 플룸에 의해 표면 지각이 두꺼워졌다고 제안한다. 이것은 크라톤 아래에 두꺼운 고갈된 맨틀층을 형성했을 것이다.

### 섭입 해양 슬래브 모델
세 번째 모델은 섭입하는 해양 암석권의 연속적인 슬래브가 원시 크라톤 아래에 고착되어 화학적으로 고갈된 암석으로 크라톤을 언더플레이팅했다고 제안한다.

### 충돌 기원 모델
2015년 출판물에서 제시된 네 번째 이론은 크라톤의 기원이 금성에서 관찰되는 지각 고원과 유사하며, 이는 대규모 소행성 충돌에 의해 생성되었을 수 있다고 제안한다. 이 모델에서 지구 초기 암석권에 대한 대규모 충돌은 맨틀 깊숙이 침투하여 거대한 용암 연못을 형성했다. 이 논문은 이러한 용암 연못이 식으면서 크라톤의 뿌리를 형성했다고 제안한다.

### 각 모델에 대한 증거
크세놀리스의 화학적 성분과 지진 토모그래피 모두 플룸 모델보다 두 가지 부착 모델을 지지한다. 그러나 다른 지구화학적 증거는 맨틀 플룸을 지지한다. 토모그래피는 북아메리카 아래 크라톤 뿌리에 두 개의 층을 보여준다. 하나는 150 km (93 mi)보다 얕은 깊이에서 발견되며 시생누대일 수 있고, 다른 하나는 180 to 240 km (110 to 150 mi) 깊이에서 발견되며 더 젊을 수 있다. 두 번째 층은 첫 번째 층이 형성한 고갈된 "뚜껑"에 정체된 덜 고갈된 열 경계층일 수 있다. 충돌 기원 모델은 플룸이나 부착을 필요로 하지 않지만, 이 모델은 둘 중 어느 하나와도 양립할 수 있다.
이러한 제안된 모든 메커니즘은 맨틀 흐름으로 인해 밀도가 높은 잔류물로부터 부력 있는 점성 물질이 분리되는 것에 의존하며, 하나 이상의 메커니즘이 크라톤 뿌리 형성에 기여했을 가능성이 있다.

## 침식
크라톤의 장기적인 침식은 "크라톤 체제"라고 불려왔다. 이는 페디플라네이션과 에치플라네이션 과정을 포함하며, 이는 준평원으로 알려진 평평한 표면의 형성을 초래한다. 에치플라네이션 과정은 습윤 기후와 관련이 있고 페디플라네이션은 건조 및 반건조 기후와 관련이 있지만, 지질 시대에 걸친 기후 변화는 혼합된 기원의 이른바 다중 기원 준평원 형성을 초래한다. 크라톤의 긴 수명으로 인한 또 다른 결과는 해수면의 높은 수준과 낮은 수준 사이를 번갈아 오갈 수 있다는 것이다. 높은 상대 해수면은 해양성 증가로 이어지고, 반대의 경우는 내륙 조건 증가로 이어진다.
많은 크라톤은 선캄브리아기 이래로 완만한 지형을 유지해 왔다. 예를 들어, 웨스턴오스트레일리아주의 일가른 크라톤은 중원생대 중반에 이미 평평한 지형을 이루었고, 발트 순상지는 중원생대 후기에 라파키비 화강암이 관입할 때 이미 완만한 지형으로 침식되어 있었다.

## 같이 보기
- 순상지와 크라톤 목록
- 크라톤 시퀀스

## 더 읽어보기
- Dayton, Gene (2006). 《Geological Evolution of Australia》. Sr. Lecturer, Geography, School of Humanities, Central Queensland University, Australia.
- Grotzinger, John P.; Jordan, Thomas H. (2010년 2월 4일), 《Understanding Earth》 Six판, W. H. Freeman, ISBN 978-1429219518
- Hamilton, Warren B. (August 1998). 《Archean magmatism and deformation were not products of plate tectonics》. 《Precambrian Research》 91. 143–179쪽. Bibcode:1998PreR...91..143H. doi:10.1016/S0301-9268(98)00042-4.
- Hamilton, Warren B. (1999). 《How did the Archean Earth Lose Heat?》. 《Department of Geophysics, Colorado School of Mines, Journal of Conference Abstracts》 4. 2006년 5월 14일에 원본 문서에서 보존된 문서.. Symposium A08, Early Evolution of the Continental Crust.